# Sōtīrīs Alexandropoulos
Sōtīrīs Alexandropoulos (in greco Σωτήρης Αλεξανδρόπουλος?; Amarousio, 26 novembre 2001) è un calciatore greco, centrocampista del Fortuna Düsseldorf, in prestito dallo Sporting Lisbona, e della nazionale greca.

## Caratteristiche tecniche
Mediano dinamico e dotato tecnicamente, è bravo nell'impostazione del gioco e abile in fase difensiva; per le sue caratteristiche è stato paragonato a Sergio Busquets.

## Carriera

### Club
Cresciuto nel settore giovanile del Panathīnaïkos, ha esordito in prima squadra il 20 ottobre 2019, nella partita di campionato vinta per 0-1 contro l'Atromītos.

### Nazionale
Ha giocato nelle nazionali giovanili greche Under-16, Under-17, Under-19 ed Under-21.
Nel 2021 ha esordito nella nazionale maggiore.

## Statistiche

### Presenze e reti nei club
Statistiche aggiornate al 16 marzo 2023.
| Stagione             | Squadra              | Campionato           | Campionato | Campionato | Coppe nazionali | Coppe nazionali | Coppe nazionali | Coppe continentali | Coppe continentali | Coppe continentali | Altre coppe | Altre coppe | Altre coppe | Totale | Totale |
| Stagione             | Squadra              | Comp                 | Pres       | Reti       | Comp            | Pres            | Reti            | Comp               | Pres               | Reti               | Comp        | Pres        | Reti        | Pres   | Reti   |
| -------------------- | -------------------- | -------------------- | ---------- | ---------- | --------------- | --------------- | --------------- | ------------------ | ------------------ | ------------------ | ----------- | ----------- | ----------- | ------ | ------ |
| 2019-2020            | Panathīnaïkos        | SL                   | 10         | 0          | CG              | 1               | 0               | -                  | -                  | -                  | -           | -           | -           | 11     | 0      |
| 2020-2021            | Panathīnaïkos        | SL                   | 28         | 0          | CG              | 1               | 0               | -                  | -                  | -                  | -           | -           | -           | 29     | 0      |
| 2021-2022            | Panathīnaïkos        | SL                   | 29         | 1          | CG              | 6               | 1               |                    |                    |                    |             |             |             | 35     | 2      |
| ago. '22             | Panathīnaïkos        | SL                   | 1          | 0          | CG              | -               | -               | UECL               | 1                  | 0                  |             |             |             | 2      | 0      |
| Totale Panathinaikos | Totale Panathinaikos | Totale Panathinaikos | 68         | 1          |                 | 8               | 1               |                    | 1                  | 0                  |             |             |             | 77     | 2      |
| ago. '22-2023        | Sporting Lisbona B   | TL                   | 6          | 0          |                 |                 |                 |                    |                    |                    |             |             |             | 6      | 0      |
| 2022-2023            | Sporting Lisbona     | PL                   | 2          | 0          | CP+CdL          | 1+4             | 0+0             | UCL+UEL            | 3+0                | 0+0                |             |             |             | 10     | 0      |
| Totale carriera      | Totale carriera      | Totale carriera      | 76         | 0          |                 | 13              | 0               |                    | 4                  | 0                  |             | -           | -           | 93     | 2      |

## Palmarès

### Club

#### Competizioni nazionali
- Coppa di Grecia: 1

Panathīnaïkos: 2021-2022

#### Competizioni internazionali
- UEFA Conference League: 1

Olympiakos: 2023-2024